# Edgar Meddings
Edgar James Meddings (* 5. Juni 1923 in Cheadle, England; † 25. Dezember 2020 in Bath, England) war ein britischer Bobfahrer.

## Biografie
Edgar Meddings trat 1939 im Alter von 16 Jahren der Royal Air Force bei und diente dort während des Zweiten Weltkriegs. 
Er nahm an den Olympischen Winterspielen 1948 in St. Moritz teil. Zusammen mit Richard Jeffery, George Powell-Shedden und James Iremonger belegte er im Viererbob-Wettbewerb den 15. und damit letzten Platz.
Nach den Spielen flog Meddings für die Berliner Luftbrücke und versorgte die Stadt während der sowjetischen Blockade mit Lebensmitteln. Anschließend war er in verschiedenen militärischen Positionen in Großbritannien, Kenia, Deutschland, Nigeria und Singapur tätig. In seiner Freizeit spielte er Cricket und arbeitete als Groundsman im Hinton Cricket Club.